# Doxygen
Doxygen är en dokumentationsgenerator för flera programmeringsspråk.
Doxygen är ett verktyg för att skriva referensdokumentation för programvara. Dokumentationen skrivs i koden, och är därför relativt lätt att hålla uppdaterad. Doxygen kan skapa korsreferenser mellan dokumentation och kod, så att läsaren av ett dokument enkelt kan referera till själva koden.
Doxygen är en fri programvara, släppt under GNU General Public License.

## Användning
Doxygen kan användas med C, C++, C#, Fortran, Java, Objective-C, PHP, Python, IDL (CORBA och Microsoft), VHDL, och till viss del D.
Det kan köras på de flesta Unixliknande system, Mac OS och Windows.